# Estadi Olímpic Lluís Companys
Estadi Olímpic Lluís Companys je víceúčelový stadion v Barceloně ve Katalánsku, Španělsku, sloužící zejména pro fotbal a atletiku. Pojme 54 367 diváků. Otevřen byl v roce 1929, k jeho celkové rekonstrukci došlo mezi lety 1985 a 1989. Následně sloužil jako hlavní dějiště Letních olympijských her 1992. Své zápasy zde hraje katalánská fotbalová reprezentace. V minulosti zde působil fotbalový klub RCD Espanyol a klub amerického fotbalu Barcelona Dragons. Od sezóny 2023/24 zde bude hrát své domácí zápasy také FC Barcelona z důvodů rekonstrukce Camp Nou který bude opět zprovozněn na konci roku 2024 ale bohužel toto datum (rok) není potvrzen a tak se zdá že se rekonstrukce přesunou do roku 2025.
Stadion nese jméno popraveného katalánského politika Lluíse Companyse.
Konalo se zde také Mistrovství Evropy v atletice 2010 a Mistrovství světa juniorů v atletice 2012. Stadion slouží i kulturním účelům, vystupovali zde Coldplay, Muse, AC/DC, Iron Maiden, Bon Jovi, David Bowie, Deftones, Fiction Plane, Guns N' Roses, Michael Jackson, Jean Michel Jarre, Limp Bizkit, Linkin Park, Madonna, Shakira, Metallica, Mudvayne, Pink Floyd, The Police, Prince & The New Power Generation, RBD, The Rolling Stones, Bruce Springsteen, Mavis Staples, Sting, Tina Turner, U2, Beyoncé, The Prodigy, Marilyn Manson, One Direction, Van Halen a další